# Avaliação de programas
Avaliação de programas é um método sistemático de recolha, análise e uso de informações para responder perguntas sobre projetos, políticas e programas, em particular sobre sua eficácia e eficiência. Em ambos os setores público e privado, as partes interessadas, muitas vezes, querem saber se os programas que eles estão financiando, implementando, votando, recebendo ou objetando, estão produzindo o efeito pretendido.

## Programa
Avaliação é baseado na ideia que um tipo de evento, intervenção, o séries que tem na mesma teoria da mudança.